# Cosmophyllum pallidulum
Cosmophyllum pallidulum är en insektsart som beskrevs av Blanchard 1851. Cosmophyllum pallidulum ingår i släktet Cosmophyllum och familjen vårtbitare. Inga underarter finns listade i Catalogue of Life.